# Aegon International 2012
Eastbourne International 2012 - чоловічий і жіночий тенісний турнір, що проходив на відкритих кортах з трав'яним покриттям. Це був 38-й за ліком серед жінок і 4-й - серед чоловіків. Належав до турнірів Premier у рамках Туру WTA 2012, а також до серії 250 у рамках Туру ATP 2012. Проходив у Devonshire Park Lawn Tennis Club у Істборні (Велика Британія). Тривав з 16 до 23 червня 2012 року.

## Учасники основної сітки в рамках чоловічого турніру

### Сіяні учасники
| Країна    | Гравець            | Рейтинг1 | Сіяний |
| --------- | ------------------ | -------- | ------ |
| Франція   | Рішар Гаске        | 19       | 1      |
| Іспанія   | Марсель Гранольєрс | 22       | 2      |
| Італія    | Андреас Сеппі      | 24       | 3      |
| Австралія | Бернард Томіч      | 27       | 4      |
| Франція   | Жульєн Беннето     | 28       | 5      |
| США       | Енді Роддік        | 32       | 6      |
| Німеччина | Філіпп Кольшрайбер | 34       | 7      |
| Іспанія   | Пабло Андухар      | 36       | 8      |

- 1 Рейтинг подано станом на 11 червня 2012

### Інші учасники
Нижче наведено учасників, які отримали вайлд-кард на участь в основній сітці:
- Джеймі Бейкер
- Енді Роддік [1]
- Джеймс Ворд

Гравець, що потрапив в основну сітку як спеціальний виняток:
- Сем Кверрі

Гравці, що пробились в основну сітку через стадію кваліфікації:
- Меттью Ебден
- Поль-Анрі Матьє
- Марінко Матосевич
- Вашек Поспішил

### Знялись
- Стів Дарсіс (травма спини)
- Філіпп Кольшрайбер (травма гомілковостопного суглобу)
- Сем Кверрі (травма спини)

## Учасники основної сітки в парному розряді

### Сіяні пари
| Країна          | Гравець            | Країна          | Гравець            | Рейтинг1 | Сіяний |
| --------------- | ------------------ | --------------- | ------------------ | -------- | ------ |
| Польща          | Маріуш Фирстенберг | Польща          | Марцін Матковський | 17       | 1      |
| Іспанія         | Марсель Гранольєрс | Іспанія         | Марк Лопес         | 35       | 2      |
| Велика Британія | Колін Флемінг      | Велика Британія | Росс Гатчінс       | 61       | 3      |
| Філіппіни       | Трет Х'юї          | Австрія         | Олівер Марах       | 65       | 4      |

- Рейтинг подано станом на 11 червня 2012

### Інші учасники
Нижче наведено пари, які отримали вайлдкард на участь в основній сітці:
- Джеймі Дельгадо /  Кен Скупскі
- Домінік Інглот /  Джонатан Маррей

## Учасниці основної сітки в рамках жіночого турніру

### Сіяні учасниці
| Країна     | Гравчиня           | Рейтинг1 | Сіяна |
| ---------- | ------------------ | -------- | ----- |
| Польща     | Агнешка Радванська | 3        | 1     |
| Чехія      | Петра Квітова      | 4        | 2     |
| Данія      | Каролін Возняцкі   | 7        | 3     |
| Франція    | Маріон Бартолі     | 8        | 4     |
| Німеччина  | Анджелік Кербер    | 9        | 5     |
| Сербія     | Ана Іванович       | 14       | 6     |
| Чехія      | Луціє Шафарова     | 21       | 7     |
| Словаччина | Даніела Гантухова  | 24       | 8     |
| Чехія      | Петра Цетковська   | 26       | 9     |

- 1 Рейтинг подано станом на 11 червня 2012

### Інші учасниці
Нижче наведено учасниць, які отримали вайлд-кард на участь в основній сітці:
- Енн Кеотавонг
- Гезер Вотсон

Гравчині, що пробились в основну сітку через стадію кваліфікації:
- Грета Арн
- Стефані Дюбуа
- Лора Робсон
- Олена Весніна

Учасниці, що потрапили до основної сітки як щасливий лузер:
- Андреа Главачкова

### Відмовились від участі
- Ана Іванович (травма правого стегна)
- Кая Канепі (heels) [4]
- Пен Шуай
- Віра Звонарьова

### Знялись
- Сє Шувей (травма поперекового відділу хребта)

## Учасниці основної сітки в парному розряді

### Сіяні пари
| Країна  | Гравчиня               | Країна   | Гравчиня                   | Рейтинг1 | Сіяна |
| ------- | ---------------------- | -------- | -------------------------- | -------- | ----- |
| США     | Лізель Губер           | США      | Ліза Реймонд               | 2        | 1     |
| Чехія   | Квета Пешке            | Словенія | Катарина Среботнік         | 11       | 2     |
| Росія   | Катерина Макарова      | Росія    | Олена Весніна              | 28       | 3     |
| Іспанія | Нурія Льягостера Вівес | Іспанія  | Марія Хосе Мартінес Санчес | 42       | 4     |

- 1 Рейтинг подано станом на 11 червня 2012

### Знялись
- Олена Балтача (травма шиї)
- Лізель Губер (травма правого стегна)
- Паола Суарес (травма поперекового відділу хребта)
- Сє Шувей (травма поперекового відділу хребта)

## Переможниці та фіналістки

### Чоловіки. Одиночний розряд
Aegon International 2012, чоловіки, одиночний розряд
- Енді Роддік —  Андреас Сеппі, 6–3, 6–2

### Одиночний розряд. Жінки
Aegon International 2012, жінки, одиночний розряд
- Таміра Пашек —  Анджелік Кербер, 5–7, 6–3, 7–5

### Парний розряд. Чоловіки
- Колін Флемінг /  Росс Гатчінс —  Джеймі Дельгадо /  Кен Скупскі, 6–4, 6–3

### Парний розряд. Жінки
- Нурія Льягостера Вівес /  Марія Хосе Мартінес Санчес —  Лізель Губер /  Ліза Реймонд, 6–4, ret.